# Badmintonsamband Føroya
Der Badmintonsamband Føroya (BSF) ist die oberste nationale administrative Organisation in der Sportart Badminton auf den Färöern. Der Verband wurde 1981 gegründet.

## Geschichte
Obwohl nationale Titelkämpfe der Färöer bereits seit 1966 ausgetragen wurden, entstand der nationale Verband erst 1981. Der Verband wurde ein Jahr nach der Gründung Mitglied in der Badminton World Federation, damals als International Badminton Federation bekannt, und auch Mitglied im kontinentalen Dachverband Badminton Europe, zu der Zeit noch als European Badminton Union firmierend. 1994 starteten die Juniorenmeisterschaften.

## Bedeutende Veranstaltungen, Turniere und Ligen
- Färöische Badmintonmeisterschaft
- Juniorenmeisterschaft

## Bedeutende Persönlichkeiten
- Erik Engelbrecht Thomsen, Präsident
- Vilhjálmur Gregoriussen, ehemaliger Präsident († 21. Juli 2013)